# 喪屍英雄 (電視劇)
《喪屍英雄》（英語：Marvel Zombies）是一部美國超級英雄類型的網路動畫影集，改編自漫威的同名漫畫。影集屬於漫威電影宇宙的系列作品之一，與漫威電影宇宙系列電影處於同一架空世界和共同世界。影集由漫威影業製作，是漫威第一部TV-MA動畫影集，預定於線上串流媒體平台Disney+首播。影集由布萊恩·安德魯斯執導，贊伯·威爾斯擔當首席編劇。
漫威影業在2021年動畫影集《無限可能：假如…？》第一季第五集〈假如喪屍來襲〉將喪屍引入漫威電影宇宙。2021年11月，漫威正式確定開發該集的衍生動畫影集《喪屍英雄》，布萊恩·安德魯斯回歸擔當導演，贊伯·威爾斯擔當首席編劇。
《喪屍英雄》計劃於2025年在Disney+首播。

## 劇情
一條分支時間線中的一群新生代英雄在《無限可能：假如…？》第一季第五集〈假如喪屍來襲〉的事件發生後對抗喪屍。

## 角色

### 英雄
- 葉蓮娜·貝洛娃／黑寡婦（Yelena Belova / Black Widow）[3]
- 凱特·畢夏普／鷹眼（Kate Bishop / Hawkeye）
- 吳吉米（英语：Jimmy Woo）
- 阿列克謝·肖斯塔科夫／紅色守衛者（Alexei Shostakov / Red Guardian）
- 死亡商人（英语：Death Dealer (character)）
- 徐尚氣（Xu Shang-Chi）
- 卡瑪拉·克汗／驚奇少女（Kamala Khan / Ms. Marvel）

### 喪屍
- 克林特·巴頓／鷹眼（Clint Barton / Hawkeye）
- 史蒂芬·羅傑斯／美國隊長（Steven Rogers/ Captain America）
- 伊密·布朗斯基／惡煞（Emil Blonsky / Abomination）
- 艾娃·史塔爾／幽靈（Ava Starr / Ghost）
- 卡蘿·丹佛斯／驚奇隊長（Carol Danvers / Captain Marvel）
- 汪達·馬克希莫夫／緋紅女巫（Wanda Maximoff / Scarlett Witch）
- 奧科耶（Okoye）
- 伊卡利斯（Ikaris）[4]

## 製作

### 開發
2021年6月，漫威影業宣布除了《無限可能：假如…？》之外，還計劃為Disney+開發至少三部動畫影集。2021年8月，多部動畫影集處於不同的開發階段，最早於2023年首播。2021年11月，漫威確定製作《無限可能：假如…？》的衍生動畫影集《喪屍英雄》（Marvel Zombies），布萊恩·安德魯斯回歸擔當導演，贊伯·威爾斯擔當首席編劇。影集改編自漫威的同名漫畫。影集講述一條分支時間線中的一群新生代英雄在《無限可能：假如…？》第一季第五集〈假如喪屍來襲〉的事件發生後對抗喪屍。

## 資料來源
1. ↑  Christopherson, David. . MovieWeb. 2022-07-22  [2022-07-22]. （原始内容存档于2022-07-23）.
2. 1 2  Hipes, Patrick. . Deadline Hollywood. 2021-11-12  [2021-11-12]. （原始内容存档于2021-11-12） （美国英语）.
3. ↑  Hermanns, Grant. . Screen Rant. 2021-07-22  [2021-07-22]. （原始内容存档于2022-07-22）.
4. ↑  Bacon, Thomas. . Screen Rant. 2022-07-27  [2022-07-28]. （原始内容存档于2022-07-28）.
5. ↑  Corvin, Ann-Marie. . Variety. 2021-06-14  [2021-06-14]. （原始内容存档于2021-06-14） （美国英语）.
6. ↑  D'Alessandro, Anthony. . Deadline Hollywood. 2021-08-04  [2021-08-05]. （原始内容存档于2021-08-05） （美国英语）.
7. ↑  Vary, Adam B. . Variety. 2021-08-11  [2021-08-11]. （原始内容存档于2021-08-12） （美国英语）.
8. 1 2  Vary, Adam B. . Variety. 2021-11-12  [2021-11-13]. （原始内容存档于2021-11-12） （美国英语）.
9. ↑  Mitovich, Matt Webb. . TVLine. 2021-11-12  [2021-11-13]. （原始内容存档于2021-11-12） （美国英语）.

## 外部連結
- 互联网电影数据库（IMDb）上《喪屍英雄》的资料（英文）